# スール・シング
スール・シング（Sur Singh, 1571年4月24日 - 1619年9月7日）は、北インドのラージャスターン地方、マールワール王国の君主（在位：1595年 - 1619年）。

## 生涯
1571年4月24日、マールワール王国の君主ウダイ・シングの息子として、デリーで誕生した。
1595年7月11日、父王ウダイ・シングが死亡したことにより、スール・シングが王位を継承した。
1619年9月7日、スール・シングはデカン地方遠征中、マハーイカトで死亡した。死後、息子のガジ・シングが王位を継承した。